# Yedlinita
La yedlinita és un mineral de la classe dels halurs. Rep el seu nom de Leo Neal Yedlin (1908-1977), prominent col·leccionista de minerals de New Haven (Estats Units).

## Característiques
La yedlinita és un halur de fórmula química Pb₆Cr3+Cl₆(O,OH,H₂O)₈. Va ser aprovada com a espècie vàlida per l'Associació Mineralògica Internacional l'any 1974. Cristal·litza en el sistema trigonal. Es troba en forma de cristalls prismàtics hexagonals, de fins a 1 mm, amb dominant {1120}, {1101}, {0001}, {1010} i {2021}. La seva duresa a l'escala de Mohs és 2,5.
Segons la classificació de Nickel-Strunz, la yedlinita pertany a «03.DB: Oxihalurs, hidroxihalurs i halurs amb doble enllaç, amb Pb, Cu, etc.» juntament amb els següents minerals: rickturnerita, diaboleïta, pseudoboleïta, boleïta, cumengeïta, bideauxita, cloroxifita, hematofanita, asisita, parkinsonita i murdochita.

## Formació i jaciments
Va ser descoberta a la mina Mammoth-Saint Anthony, a Mammoth, al comtat de Pinal (Arizona, Estats Units), l'únic indret on ha estat trobada, en un dipòsit oxidat de mineral polimetàl·lic hidrotermal. Sol trobar-se associada a altres minerals com: diaboleïta, fosgenita, matlockita, wherryita, wulfenita, dioptasa, cerussita, mimetita, wil·lemita, hemimorfita, fluorita i quars.